# Jodie Burrage
Jodie Anna Burrage (* 28. Mai 1999 in London) ist eine britische Tennisspielerin.

## Karriere
Burrage stammt aus dem Londoner Stadtteil Kingston upon Thames und ist dann aufgewachsen in Surrey. Über ihre Mutter, die auf nationaler Ebene ebenfalls Tennis spielte, kam sie selbst zum Tennis und erhielt im Alter von 11 Jahren ein Stipendium für die Talbot Heath School, was es ihr ermöglichte, bei The West Hants Club in Bournemouth sich ausbilden zu lassen. Im Alter von 16 Jahren ging Burrage zurück nach London, um sich voll ihrer Profikarriere zu widmen.
2017 gewann sie bei den ITF Circuit finals in Dublin gegen Sinéad Lohan ihr erstes Turnier im Senioren-Bereich. 2020 gab Burrage bei den Upper Austria Ladies Linz 2020 ihr Debüt bei der WTA Tour bei einem Doppel mit Sabine Lisicki. 2021 debütierte sie bei den Abu Dhabi WTA Women’s Tennis Open 2021 auch im Einzel. Zum ersten Mal in die Top 100 der Tennisweltrangliste stieg Burrage 2023 auf, nachdem sie in Wimbledon Caty McNally geschlagen hatte. Ebenfalls 2023 gewann sie im Doppel die Transylvania Open 2023 gemeinsam mit Jil Teichmann.
Burrage spielt überwiegend Turniere auf der ITF Women’s World Tennis Tour, auf der sie bislang sechs Einzel- und sieben Doppeltitel gewonnen hat.

## Turniersiege

### Einzel
| Nr. | Datum            | Turnier             | Kategorie   | Belag             | Finalgegnerin      | Ergebnis      |
| --- | ---------------- | ------------------- | ----------- | ----------------- | ------------------ | ------------- |
| 1.  | 30. Juli 2017    | Dublin              | ITF $15.000 | Teppich           | Sinéad Lohan       | 7:65, 6:4     |
| 2.  | 25. März 2018    | Scharm asch-Schaich | ITF $15.000 | Hartplatz         | Nadja Gilchrist    | 6:2, 6:1      |
| 3.  | 26. Mai 2019     | Jerusalem           | ITF W25     | Hartplatz         | Daniela Vismane    | 2:6, 6:2, 6:3 |
| 4.  | 3. April 2021    | Dubai               | ITF W25     | Hartplatz         | Julija Hatouka     | 6:4, 6:3      |
| 5.  | 1. April 2023    | Croissy-Beaubourg   | ITF W60     | Hartplatz (Halle) | Lucia Bronzetti    | 3:6, 6:4, 6:0 |
| 6.  | 8. Dezember 2024 | Dubai               | ITF W100    | Hartplatz         | Polina Kudermetowa | 6:3, 6:3      |

### Doppel
| Nr. | Datum              | Turnier             | Kategorie      | Belag             | Partnerin             | Finalgegnerinnen                      | Ergebnis           |
| --- | ------------------ | ------------------- | -------------- | ----------------- | --------------------- | ------------------------------------- | ------------------ |
| 1.  | 18. November 2017  | Scharm asch-Schaich | ITF $15.000    | Hartplatz         | Freya Christie        | Linnéa Malmqvist Park Sang-hee        | 7:5, 3:6, [13:11]  |
| 2.  | 25. November 2017  | Scharm asch-Schaich | ITF $15.000    | Hartplatz         | Freya Christie        | Watsachol Sawasdee Chanikarn Silakul  | 6:4, 7:5           |
| 3.  | 5. April 2019      | Bolton              | ITF W25        | Hartplatz (Halle) | Alicia Barnett        | Laura-Ioana Paar Helene Scholsen      | 6:3, 6:3           |
| 4.  | 18. Januar 2020    | Monastir            | ITF W15        | Hartplatz         | Tereza Mihalíková     | Mallaurie Noël Oona Orpana            | 6:1, 6:2           |
| 5.  | 8. Mai 2021        | Salinas             | ITF W25        | Hartplatz         | Paige Hourigan        | Jacqueline Cabaj Awad Francisca Jorge | 6:2, 2:6, [10:8]   |
| 6.  | 19. August 2023    | Stanford            | WTA Challenger | Hartplatz         | Olivia Gadecki        | Hailey Baptiste Claire Liu            | 7:64, 6:76, [10:8] |
| 7.  | 22. Oktober 2023   | Cluj-Napoca         | WTA 250        | Hartplatz (Halle) | Jil Teichmann         | Léolia Jeanjean Walerija Strachowa    | 6:1, 6:4           |
| 8.  | 21. September 2024 | Caldas da Rainha    | ITF W100       | Hartplatz         | Anastassija Tichonowa | Francisca Jorge Matilde Jorge         | 7:63, 6:4          |
| 9.  | 26. Oktober 2024   | Glasgow             | ITF W75        | Hartplatz (Halle) | Freya Christie        | Mariam Bolkwadse Isabelle Haverlag    | 6:4, 3:6, [10:5]   |